# Sisyphus neglectus
Sisyphus neglectus là một loài bọ cánh cứng trong họ Bọ hung (Scarabaeidae).